# 立山有料道路

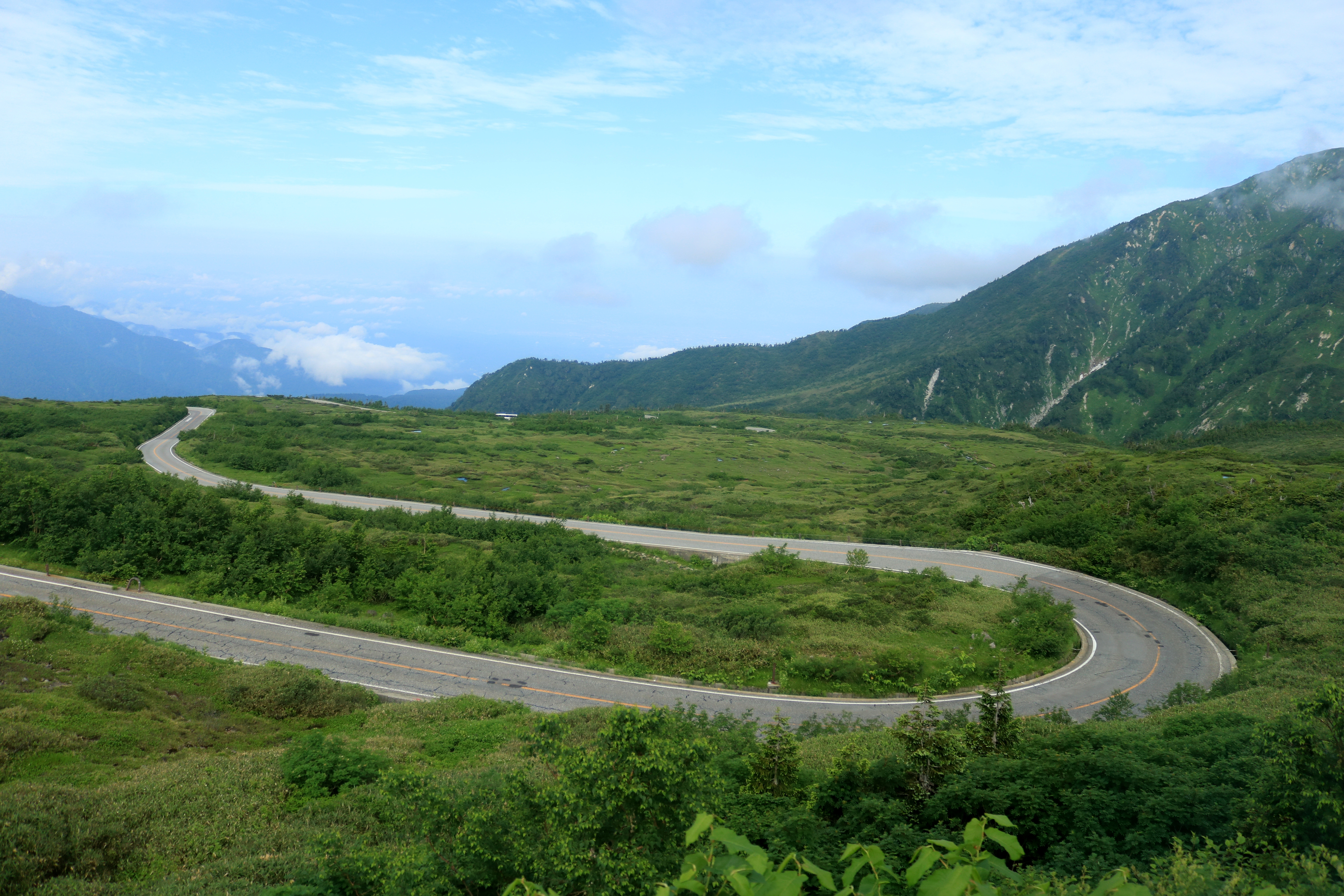
立山有料道路（立山黒部アルペンルート）、天狗平周辺

立山有料道路（たてやまゆうりょうどうろ）は、富山県中新川郡立山町芦峅寺の桂台から美女平 (5.5km)、追分から室堂 (8.9km) に至る延長14.4kmの有料道路である。富山県道路公社が管理・運営している。全線が富山県道6号富山立山公園線に含まれ、立山黒部アルペンルートの一部となっている。
富山県が2013年に置県130年を迎えるに当たって、前年に記念事業の一環として愛称が募集され、美女平 天空ロード（びじょだいら てんくうロード）に決定した。

## 沿革
- 1961年（昭和36年）
  - 1月23日 - 桂台 - 美女平間の一般自動車道経営免許所得[4]。
  - 10月1日 - 追分 - 室堂間の一般自動車道建設工事に着手[4]
- 1966年（昭和41年）9月8日 - 立山黒部有峰開発（現在の立山黒部貫光）が一般自動車道を目的とした桂台 - 美女平間有料道路の建設工事に着手[5]。
- 1970年（昭和45年）11月25日 - 桂台 - 美女平間5.5㎞が開通[6]。
- 1971年（昭和46年）
  - 5月20日 - 桂台 - 美女平間および追分 - 室堂間の管理を立山黒部有峰開発から富山県道路公社へ移管[7]。
  - 5月31日 - 立山有料道路が開通[8]。
  - 6月1日 - 立山有料道路を含む立山黒部アルペンルートが全線開通[8][9][10]。
- 1978年（昭和53年） - 美女平 - 室堂間のアスファルト舗装が完了[11]。

## 交通規制
環境保護のため通行規制（マイカー規制）が行われており、下記車両以外は通行できない（自転車・軽車両を含む）。
- 路線バス
- 貸切観光バスおよび営業用マイクロバス
- 郵便物集配車両
- 公安委員会の許可車両
- 緊急自動車

また、バスについては2015年4月1日から「立山におけるバスの排出ガスの規制に関する条例」により排ガス規制が行われており、登録から17年が経過したバスは、自動車NOx・PM法のNOx・PM基準に適合させないと、立山有料道路を通行できない。
歩行者は通行規制の対象ではないが、バスや工事車両が往来する上、桂台から美女平間では落石の危険があることから、徒歩での通行は控えるよう呼びかけている。

## 営業時間
- 4 - 6月、9 - 11月 : 7:00 - 18:00
- 7・8月 : 6:00 - 19:00

## 通行料金
- 料金徴収期間：2041年11月30日まで[15]

| 区間          | マイクロバス | 貸切観光バス |
| ------------- | ------------ | ------------ |
| 桂台 - 美女平 | 14,520円     | 36,960円     |
| 追分 - 室堂   | 5,280円      | 15,840円     |
| 桂台 - 室堂   | 19,800円     | 52,800円     |

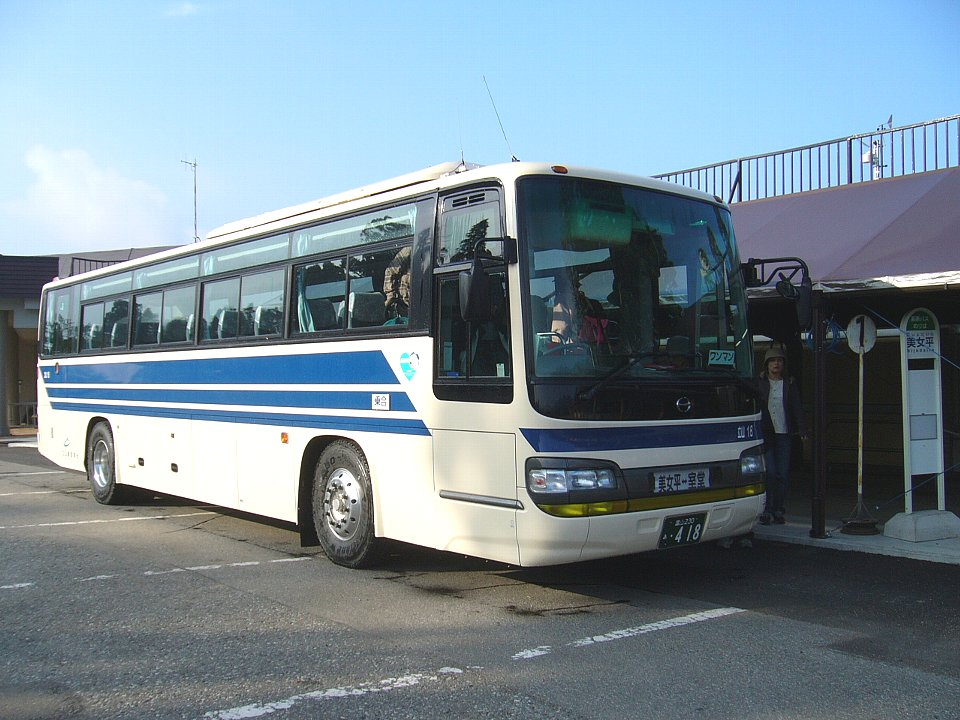
美女平に停車中の立山黒部貫光が運行する立山高原バス
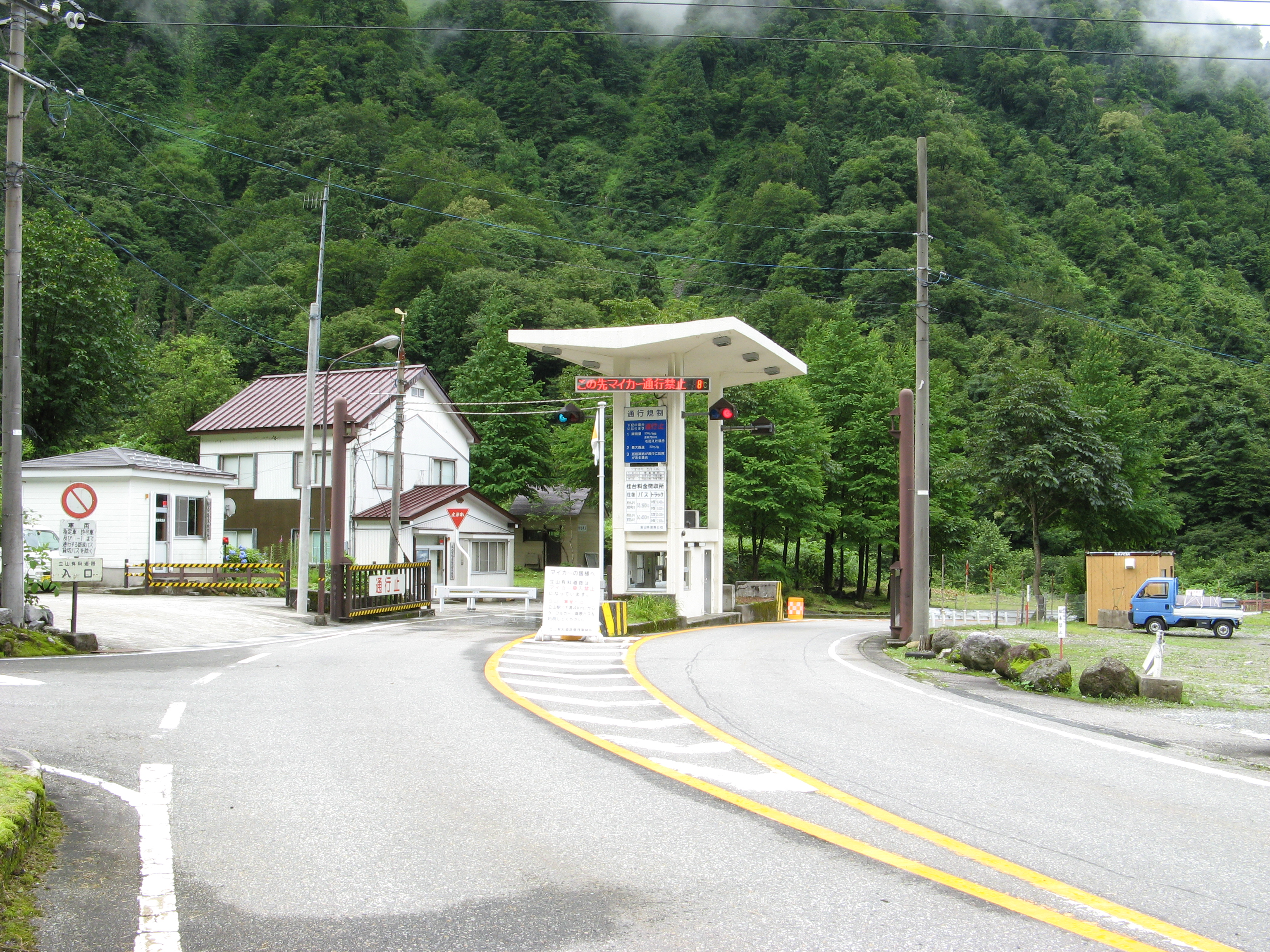
桂台料金所